# Giancarlo Stanton
Giancarlo Cruz Michael Stanton (nascido em 8 de novembro de 1989) é um jogador profissional de beisebol. Ele é campista direito do  New York Yakees na Major League Baseball (MLB). Fez sua estreia nas grandes ligas em 8 de junho de 2010 como membro do Miami Marlins, onde jogou até 2017. Conhecido por sua prodigiosa força física e habilidade em rebater longos home runs regularmente, Stanton já liderou por duas vezes a National League (NL) em home runs, incluindo 2017 quando rebateu 59, o maior número em 16 anos. Antes de 2012, era conhecido como Mike Stanton. Rebate e arremessa como destro, tem 1,98 m. e 111 quilos.
Da região da Grande Los Angeles, Stanton se graduou na Notre Dame High School em  Sherman Oaks antes dos Marlins o selecionar na segunda rodada do draft da MLB de 2007. Stanton conquistou o título de MVP da National League em 2017 e ainda liderou a liga em corridas impulsionadas (RBIs) e slugging percentage. Quatro vezes convocado para o All-Star Game, Stanton venceu duas vezes o Hank Aaron e o Silver Slugger Awards da NL, ambas as vezes depois de liderar a liga em home runs. Em novembro de 2014, os Marlins assinaram com Stanton o maior contrato da história de esportes em equipe dos Estados Unidos, valendo 325 milhões de dólares por 13 anos. Após a temporada de 2017, a equipe o negociou com o New York Yankees.

## Início
Stanton é descendente de Afro-americanos e Irlandeses. Sua bisavó materna era porto-riquenha. Ele é o mais jovem de três crianças do casal Michael Stanton e Jacinta Garay; seus irmãos são Egidio Carlos Moacir Garay Stanton (dez anos mais velho) e Kyrice Valivia (dois anos mais velha). Stanton cresceu em Tujunga área de Los Angeles.
Ele tem representado os Estados Unidos internacionalmente incluindo o World Baseball Classic de 2013. No mesmo a equipe de Porto Rico investigou se Giancarlo Stanton poderia jogar por eles no evento pois havia rumores que Giancarlo tinha parentesco com porto-riquenhos. Entretanto, descobriu-se que ele não era elegível, já que sua ascendência porto-riquenha não era considerada significativa o suficiente para representar a equipe de acordo com as regras do World Baseball Classic.
Stanton estudou na Verdugo Hills High School em Tujunga, Califórnia por dois anos, antes de ser transferido para Notre Dame High School em Sherman Oaks, onde era esportista praticando  três modalidades. Além do beisebol, Stanton jogava como wide receiver e cornerback pela equipe de futebol gridiron, e também jogava basquetebol.Aceitou uma bolsa para jogar beisebol pelo Tulane e recebeu ofertas da USC, UCLA e da UNLV para jogar futebol americano. Entretanto, ele optou por ser profissional após ser escolhido na segunda rodada (76º no geral) no draft amador de 2007 pelo  Florida Marlins.

## Carreira profissional

### Ligas menores
O Florida Marlins selecionou Stanton na segunda rodada, 76º escolha geral, no draft amador de 2007. Em vez de se matricular na faculdade, Stanton assinou com os Marlins, recebendo um bônus de $475.000.
Stanton começou sua carreira profissional pelo Gulf Coast League Marlins da Gulf Coast League na Liga menor de beisebol, mas rapidamente avançou para o Jamestown Jammers da Class A-Short Season na New York–Penn League. Após jogar nove partidas pelos Jammers, onde rebateu média de 6,7%, com apenas 2 rebatidas em 30 vezes ao bastão, foi promovido para o Greensboro Grasshoppers da Class A da South Atlantic League. Com o  Greensboro, Stanton rebateu 39 home runs, com média de 29,3%, 97 RBIs e .993 de OPS. Stanton recebeu convite para o jogar durante o spring training de 2009 do Florida Marlins. Venceu inúmeros prêmios pós-temporada por sua alta performance na temporada de 2008 das ligas menores e ficou em 16º lugar na lista dos 100 maiores prospects.
Stanton começou a temporada de 2009 com o Jupiter Hammerheads da Florida State League na Classe A Avançada, onde teve aproveitamento de 29,4% com  12 home runs e 39 RBIs. Tal performance o levou a promoção para o Jacksonville Suns da Dupla-A na Southern League. Foi selecionado para o Jogo das Estrelas do Futuro. No intervalo da temporada Stanton foi enviado para o Arizona Fall League, entre os melhores prospectos da MLB. Liderou a liga com aproveitamento de 47,8%. A revista Baseball America o declarou prospecto número um na organização dos Marlins, bem como número entre os 20 melhores prospectos das ligas menores.
Em 53 jogos com os Suns em 2010, Stanton teve aproveitamento ao bastão de 31,1% com 21 home runs, 52 RBIs e 1.167 de on-base plus slugging percentage. Foi eliminado por strike apenas 53 vezes e ganhou 44 walks. Após uma série contra o Mississippi Braves no início de maio, o técnico do Mississippi Phil Wellman disse ao The Florida Times Union: "Ele parece um rapaz de 15 anos de idade jogando como um de 8 anos em um time da  Little League." Em 6 de maio de, 2010, Stanton rebateu um home run contra o Montgomery Biscuits que passou por cima do placar no campo central e viajou uma distância estimada de 150 à 170 metros.

### New York Yankees
Em 11 de dezembro de 2017, o New York Yankees adquiriu Stanton dos Marlins em troca de dinheiro e os jogadores Starlin Castro da MLB e  Jorge Guzmán e José Devers das ligas menores.

## Vida pessoal
Sua mãe o chama de "Cruz" (seu outro nome do meio), mas seu pai e outros parentes o chamam de "Mike" ou "Mikey." Era conhecido como "Mike Stanton" durante o tempo de colegial, nos tempos das ligas menores e também nos dois primeiros anos atuando nas grandes ligas, mas antes da temporada de 2012, ele fez saber que preferia ser chamado de Giancarlo.